# أحداث جبل الشعانبي
أحداث جبل الشعانبي تتمثل في انفجار عدة ألغام وتبادل لأطلاق النار بين الجيش الوطني التونسي ومسلحين اعلنوا اتباعهم كتيبة عقبة بن نافع التابعة لتنظيم القاعدة في بلاد المغرب الإسلامي تسلل معظمهم من القطر الجزائري اثر الثورة التونسية لسنة 2011 ، إلى جانب عمليات القصف والتمشيط من قبل الجيش التونسي منذ أبريل 2013 حتى أبريل 2015، وأدت إلى بتر سيقان عدة جنود وفقدان آخرين لبصرهم وجرح ووفاة عدة جنود بطرق مختلفة، ومن أبرز الاعتداءات الارهابية الكمين الذي جد يوم 29 يوليو 2013 وقد أودى بحياة 8 جنود منهم إثنين ماتوا ذبحا.

أطلق على إثرها الجيش التونسي عمليات عسكرية واسعة النطاق في 2 أغسطس 2013 مستخدما المقاتلات والمروحيات الحربية والمدفعية الثقيلة والمدرعات إضافة إلى إقحام القوات الخاصة التونسية وتثبيت منطقة عسكرية مغلقة يمنع الدخول اليها بدون ترخيص بهدف محاصرة والقضاء على المجموعة الإرهابية المتهمة بارتكاب جرائم ارهابية وزرع ألغام بالأراضي التونسية.

## التسلسل الزمني
- 8 مايو 2013: قال رئيس الحكومة علي العريض أمام جلسة للمجلس الوطني التأسيسي أن عناصر من المجموعة المسلحة التي قُبض عليها هم من ضمن الأشخاص الذين تبحث عنهم الحكومة.
- 8 مايو 2013: وقال وزير الداخلية لطفي بن جدو أنه تم إيقاف عنصرين من كتيبة عقبة بن نافع. وقال أن اجمالي المعتقلين يبلغ 37 لحد ذلك اليوم وينتمون لكتيبة عقبة بن نافع ولهم ولاء للقاعدة في بلاد المغرب الإسلامي.
- 31 مايو 2013: عقد المتحدث الرسمي باسم وزارة الداخلية مؤتمرا صحفيا أعلن فيه عن القائمة الإسمية للمتورطين في أحداث جبل الشعانبي مرفوقة بصورهم من بينهم زعيم أنصار الشريعة في تونس سيف الله بن حسين الملقّب بأبو عياض وكمال القضقاضي المتهم الرئيس باغتيال السياسي شكري بلعيد، إضافة إلى جزائريين[6] وصرّح أيضا أن الوزارة أوقفت 45 شخصا لحد ذلك اليوم لهم علاقة بالأحداث[7] وأنها تنسّق مع الجانب الجزائري.
- 1 يونيو 2013: وانفجر لغم في 1 يونيو على شاحنة عسكرية من نوع هامر.
- 3 يونيو 2013: أطلق عسكريون 7 رصاصات على الوكيل الأول مختار المباركي وأردوه قتيلا في جبل الشعانبي وقالت وزراة الداخلية أنه قُتل بنيران صديقة حيث كان يلبس ملابس عسكرية واُشتبه فيه أنّه إرهابي. ولدى المباركي بنتان وولد وولد آخر لم يولد بعد.
- 6 يونيو 2013: مع السابعة صباحا بتوقيت تونس أدى لغم مزروع في طريق يستعملها المدنيون والعسكريون في منطقة تبعد 7 كيلومتر عن مدخل مدينة القصرين إلى انفجار عربة عسكرية مما تسبب في مقتل عسكريين وإصابة عسكريَين آخرين.[8]
- 24 يونيو 2013: القوات الخاصة للجيش التونسي اكتشفت نفقا في جبل الشعانبي طوله 10 كيلومترات. وبعد أن توغلت فيه عشرات الأمتار عثرت على أثار تدل على استعماله حديثا.[9]
- 29 يوليو 2013: قامت مجموعات مسلحة بقتل 8 جنود في كمين ومنهم إثنين ماتا مذبوحين.
- 2 أغسطس 2013: بدأ الجيش التونسي بعمليات واسعة النطاق في جبل الشعانبي بقصف بالمدفعية والطائرات لمدة تجاوزت أكثر من ثلاثة أيام.
- 4 أغسطس 2013: توفي جندي تونسي وجرح 7 أخرين بعد تفجر لغم بينما هم على إحدى الدبابات.[10]
  - ذكرت مصادر أمنية جزائرية أن قوات الجيش الجزائري قضت على 3 إرهابيين تونسيين على مستوى ولاية تبسة الحدودية مع تونس مشيرة إلى أنّ المسلحين المقضى عليهم فرّوا من القصف الذي تشنه القوات التونسية على معاقل الجماعات المسلحة بجبال الشعانبي.[11]
- 5 أغسطس 2013: وفاة جندي ثاني متأثر بجراحه بعد إنفجار لغم يوم 4 أغسطس بينما هو على إحدى الدبابات.[12]
- 7 أغسطس 2013: القبض في منطقة أولاد مسعود على إرهابي متسلل من جبل الشعانبي وبحوزته كلاشينكوف وذخيرة.[13][14]
- 9 أغسطس 2013: القبض على 3 إرهابيين في حي الزهور بالقصرين وذلك عقب معلومات من الشخص المقبوض عليه في 7 أغسطس.[13]
- 11 أغسطس 2013: قصف الجيش التونسي جبل سمامة بالمدفعية الثقيلة للاشتباه في تسلل إرهابيين إليه. وجبل سمامة هو جزء من سلسلة جبل الشعانبي.[15] وأدى القصف إلى مقتل ثلاثة مسلحين.[16] ومشطت ظهر ذلك اليوم وحدات من الحرس والجيش الوطنيين الجبل.[17]
- 16 يوليو 2014: تم في 18 رمضان 2014 قتل 15 جندي تونسي خمسة منهم بالرصاص و9 حرقا بقذائف الأر بي جي، وكان هذا في نفس وقت قتل ثمانية جنود تونسيين في السنة الفارطة.[18]
- 26 يوليو 2014: قتل 3 جنود تونسيين أثناء إشتباكات مع مسلحين وجرح العديد من الطرفين.
- 22 أفريل - 26 أفريل 2015: الجيش التونسي يبدأ عملية عسكرية واسعة فوق جبل السلوم باسم «عملية غزو جبال القصرين» وفيلق القوات الخاصة التابع للجيش التونسي يقضى على 16 عنصرا إرهابيا من بينهم الزعيم الإرهابي الجزائري الثانى في اقل من شهر لكتيبة عقبة الارهابية «أبو سفيان السوفي» والذي تولى القيادة بعد مقتل قائد الكتيبة الجزائري خالد حمادي الشايب المكنى «لقمان أبو صخر» يوم 28 مارس الماضى بسيدي عيش من ولاية قفصة من قبل الوحدة المختصة للحرس الوطني. كما إستشهد 3 جنود من الفيلق أثناء العملية.
- جويلية 2015: قتل ارهابيين اثنين.

## حادثة 29 يوليو 2013
في 18 رمضان أي 29 يوليو 2013 اُعلن في عن مقتل 8 جنود في كمين في جبل الشعانبي منهم 2 ماتا مذبوحين وأعلنت تونس الحداد لثلاثة أيام، وقطعت قناة الوطنية 1 برامجها وبثت القرآن الكريم وأغاني وطنية. وغيرت قنوات الوطنية 1 والوطنية 2 وقناة حنبعل وقناة نسمة شعاراتهن للون الأسود.
قال وزير الداخلية لطفي بن جدو في تصريح لجريدة الصحافة في 1 أوت 2013 أن وزارته تعرّفت على جميع عناصر المجموعة المنفذة لأحداث الشعانبي وهم تونسيون وجزائريون ينتمون لخلية عقبة بن نافع التابعة لتنظيم القاعدة في بلاد المغرب الإسلامي.

## حادثة 16 يوليو 2014
في نفس يوم 18 رمضان أي 16 يوليو 2014 وفي نفس يوم حادثة قتل الجنود التونسيين الثمانية سنة 2013، تم في 18 رمضان 2014 قتل 15 جندي تونسي خمسة منهم بالرصاص و9 حرقا بقذائف الأر بي جي.

## العملية العسكرية
بدأ الجيش التونسي عملية عسكرية كبيرة وواسعة النطاق في 2 أغسطس 2013 في جبل الشعانبي ، واستعمل الجيش المدفعية والطائرات المقاتلة (من نوع نورثروب إف-5) وتشكيلات من المشاة وأخرى خاصة ، ووقعت حرائق كبيرة في جبل الشعانبي من جراء القصف وهذا في محاولة للقضاء على الإرهابيين.
شن الجيش التونسي بداية شهر فيفري/فبراير غارات كثيفة على معاقل إرهابيين في المنطقة الحدودية بين تونس والجزائر، أسفرت عن وقوع عديد القتلى
حيث أعنت مصادر عسكرية تونسية أنه بعد القضاء على مسلحين إثنين تمكنت الوحدات المشتركة من تدمير مخبأ للمؤن تم العثور عليه في جبل سمامة المحاذي لجبل الشعانبي يحتوي على مواد غذائية وزجاجات مياه، كما أنه تم إلقاء القبض على مسلح حيا واقتياده إلى مقر إقليم الحرس الوطني بالمدينة في انتظار إحالته إلى تونس العاصمة، وجاء ذلك إثر تمكنه من تحديد مواقع تحصن الجماعات الإرهابية في جبال السلوم وسمامة في وقت سابق ورصد إرهابيين داخل الجبال. وأفاد المتحدث باسم وزارة الدفاع التونسية المقدم بلحسن الوسلاتي في تصريح إعلامي، نشرته مواقع اعلامية تونسية، بأن الوحدات العسكرية قامت بتحديد مواقع تحصن عناصر مسلحة بمرتفعات السلوم والسمامة وسط غرب البلاد على الحدود مع الجزائر، وقامت بقصفها بالمدفعية والطائرات، وأوضح أن هذا القصف رافقته عمليات إنزال لوحدات من فيلق القوات الخاصة بالجيش التونسي معلنا عن مباشرة الجيش عمليات تمشيط واسعة في المنطقة للهدف نفسه.
و توقع مراقبون أن تكون هذه العملية النوعية «الضربة القاضية» على الجماعات الارهابية في المرتفعات التونسية بالإضافة إلى الحملات المتواصلة من خلال القبض على العناصر و«الخلايا النائمة» لهذه المجموعات في المدن إضافة إلى قطع جميع أنواع الامدادات اللوجستية لهذه العناصر والتي تأكد حسب تشخيص جثث اعداد منها أنها تعانى من امراض وتشوهات جلدية.

## ردود الفعل
- رئاسة الجمهورية: أعلنت رئاسة الجمهورية الحداد ثلاثة أيام مع تنكيس العلم في المؤسسات العمومية لما وصفته «الحادثة الإرهابية الفضيعة».[29]
- وزير الداخلية: أعلن لطفي بن جدو في مؤتمر صحفي أن قوات الحرس الوطني والجيش التونسي قادرون على إجتثات الإرهاب وأن العناصر المسلحة محاصرة.[30]
- الاتحاد العام التونسي للشغل: ودعا الاتحاد العام التونسي للشغل التونسيين للتظاهر «تضامنا مع عائلات الضحايا» إثر مجزرة جبل الشعانبي.[31]
- حركة النهضة: أصدرت حركة النهضة بيانا ووصفت به عملية قتل الجنود الثمانية «الآفة الغريبة عن شعبنا وبلادنا» ودعت كل الأطراف «للوحدة وإعطاء الأولوية لمقاومة الإرهاب» وكذلك دعت إلى إعلان «الحداد العام وتنظيم جنازة وطنية تليق بالشهداء».[32]
- الولايات المتحدة : أدانت الولايات المتحدة «بشدة» الهجوم الإرهابي الذي جد مساء أمس قرب مدينة القصرين والذي أودى بحياة 14 جنديا تونسيا على الأقل وفق بيان صادر عن وزارة الخارجية الأمريكية أمس الخميس، وجاء في نص البيان " نتقدم بتعازينا الحارة لأسر الضحايا كما نتمنى الشفاء العاجل والكامل للجرحى. ستواصل الولايات المتحدة دعم جهود الحكومة التونسية لمكافحة خطر الإرهاب مدركة أنه لا سبيل لتونس أن تستمر في المضي قدما في اتجاه مسار ديمقراطي إيجابي إلا في بيئة من الأمن والاستقرار.[33]
- ألمانيا : قدم وزير خارجية ألمانيا السيد جيدو فيسترفيله خلال اتصال هاتفي أجراه مع رئيس الحكومة السيد علي العريض تعازي بلاده في الضحايا الذين سقطوا وجددا دعم ألمانيا الكامل لتونس لتجربتها ولجهودها لمكافحة الإرهاب والتصدي له.[34]
- الجزائر : أدانت الجزائر «بشدة» العمل الإرهابي الذي خلف عدة ضحايا في صفوف القوات العسكرية التونسية.[35]

## مقالات ذات صلة
- جبل الشعانبي
- وزارة الداخلية التونسية
- وزارة الدفاع الوطني التونسية
- الجيش الوطني التونسي